# Episodi di The Baker & the Beauty (serie televisiva 2013) (prima stagione)
La prima stagione della serie televisiva israeliana The Baker & the Beauty, composta da 10 episodi, è stata trasmessa in Israele dal 25 novembre 2013 al 1º febbraio 2014 sul canale Channel 2.
In Italia la stagione è stata pubblicata sul servizio on demand Prime Video di Amazon nel 2017, in lingua originale e con i sottotitoli in italiano, mantenendo la titolazione inglese diffusa a livello internazionale.
Prima della sua distribuzione da parte di Amazon, questa stagione è stata trasmessa nel 2014 dal canale britannico Channel 4 con il titolo di Beauty and the Baker.
| n° | Titolo originale    | Prima TV Israele | Titolo italiano | Prima TV Italia |
| -- | ------------------- | ---------------- | --------------- | --------------- |
| 1  | Artichoke Soup      | 25 novembre 2013 |                 |                 |
| 2  | Superman            | 2 dicembre 2013  |                 |                 |
| 3  | Noa's Fan, Part 1   | 9 dicembre 2013  |                 |                 |
| 4  | Noa's Fan, Part 2   | 16 dicembre 2013 |                 |                 |
| 5  | Friday Night Dinner | 22 dicembre 2013 |                 |                 |
| 6  | Over? Not Over!     | 29 dicembre 2013 |                 |                 |
| 7  | Meet Amos           | 4 gennaio 2014   |                 |                 |
| 8  | Tzvika Almighty     | 18 gennaio 2014  |                 |                 |
| 9  | Eilat Here We Come  | 25 gennaio 2014  |                 |                 |
| 10 | Four Kisses         | 1º febbraio 2014 |                 |                 |